# Etzdorf (Gößweinstein)
Etzdorf ist ein Gemeindeteil des Marktes Gößweinstein im Landkreis Forchheim (Oberfranken, Bayern).

## Geografie
Das Dorf liegt in der Wiesentalb etwa zwei Kilometer südsüdwestlich des Ortszentrums von Gößweinstein auf einer Höhe von 497 m ü. NHN.

## Geschichte
Bis zum Beginn des 19. Jahrhunderts unterstand Etzdorf der Landeshoheit des Hochstifts Bamberg und lag in dieser Zeit im Vogteibezirk des Amtes Gößweinstein, dem in seiner Funktion als Vogteiamt die Ausübung der Dorf- und Gemeindeherrschaft zustand. Als das Hochstift Bamberg infolge des Reichsdeputationshauptschlusses 1802/03 säkularisiert und unter Bruch der Reichsverfassung vom Kurfürstentum Pfalz-Baiern annektiert wurde, wurde Etzdorf ein Bestandteil der während der „napoleonischen Flurbereinigung“ gewaltsam in Besitz genommenen neubayerischen Gebiete.
Durch die Verwaltungsreformen zu Beginn des 19. Jahrhunderts im Königreich Bayern wurde Etzdorf mit dem Zweiten Gemeindeedikt 1818 ein Bestandteil der Ruralgemeinde Leutzdorf. Im Zuge der Gebietsreform in Bayern wurde Etzdorf zusammen mit der Gemeinde Leutzdorf zu Beginn des Jahres 1974 in den Markt Gößweinstein eingegliedert. 2022 zählte Etzdorf 144 Einwohner.

## Verkehr
Die von Türkelstein kommende  Kreisstraße FO 23 durchquert den Ort und führt weiter nach Gößweinstein. Vom ÖPNV wird das Dorf an einer Haltestelle der Buslinien 226 und 234 des VGN bedient. Der nächstgelegene Bahnhof befindet sich in Ebermannstadt, es ist der kommerzielle Endbahnhof der Wiesenttalbahn.

## Baudenkmäler
Etwa einen halben Kilometer außerhalb von Etzdorf befindet sich im Flurgebiet Gestückel ein steinerner Bildstock, der aus der zweiten Hälfte des 19. Jahrhunderts stammt.